# Ремизов, Михаил Витальевич
Михаи́л Вита́льевич Ре́мизов (род. 14 ноября 1978, Воронеж, СССР) — российский политолог, публицист и журналист, специалист по политической философии. Кандидат философских наук. Президент Института национальной стратегии.

## Биография
Родился 14 ноября 1978 года в Воронеже. Отец — литературовед, педагог, музейный деятель Виталий Ремизов, мать — литературовед, кандидат филологических наук Мария Александровна Козьмина.
В 2000 году окончил с отличием философский факультет МГУ имени М. В. Ломоносова.
В 2004 году в МГУ имени М. В. Ломоносова защитил диссертацию на соискание учёной степени кандидата философских наук по теме «Критика „универсализма“ в философии французских „новых правых“» (специальность 09.00.11 — социальная философия).
В 2001—2003 гг. — редактор отдела политики «Русского журнала».
В 2004—2005 гг. — главный редактор Агентства политических новостей.
С 2009 г. по настоящее время — президент и учредитель ООО «Институт национальной стратегии».
В 2010—2011 гг. — директор Фонда поддержки гражданских инициатив «Стратегия 2020».
С 2012 г. по 2018 г. — председатель Президиума Экспертного совета при коллегии Военно-промышленной комиссии РФ.
С 2012 г. по 2018 г. — член Экспертного совета при Правительстве РФ.
С 2015 г. по 2018 г. — член Государственной комиссии по вопросам развития Арктики.
С 2015 г. по настоящее время — автор и ведущий историко-публицистической передачи «Власть факта» на телеканале «Россия-Культура».
С 2019 г. по настоящее время — заместитель генерального директора АО «ОДК» по стратегии и организационному развитию.
Член Совета Всемирного русского народного собора.

## Научная деятельность
Сфера экспертной и общественно-политической деятельности: национальная безопасность, промышленная политика в стратегических отраслях экономики, анализ этнополитических рисков и угроз.
Сфера научных исследований и интересов: история политических идеологий (консерватизм и неоконсерватизм), теории экономического развития, теория государства (исследования категории суверенитета), нации и национализм в исторической науке и социологии.
Автор монографии «Русские и государство. Национальная идея до и после крымской весны» (2016 г.), «Опыт консервативной критики» (2002 г.) и более 200 научных и научно-публицистических статей. Научный редактор и соавтор более 50 аналитических докладов по вопросам внутренней и международной политики.

### Книги
- Ремизов М. В. Опыт консервативной критики. — М.: Фонд «Прагматика культуры», 2002. — 112 с. — 600 экз. — ISBN 5-7333-0244-5..
- Ремизов М. В. Русские и государство: национальная идея до и после "крымской весны". — М.: Эксмо, 2016. — 340 с. — (Актуальная тема). — 3000 экз. — ISBN 978-5-699-84578-1.